# Nghệ thuật Khèn của người Mông
Khèn Mông (giản thể: 芦笙; phồn thể: 蘆笙; bính âm: lú shēng, Hán Việt: lô sanh; Hmông RPA: qeej Hmoob, Hmông Việt: kênhx Hmôngz) là một nhạc cụ tiêu biểu, độc đáo và quan trọng đối với đời sống tinh thần của dân tộc H'mông. Nó bắt nguồn từ Trung Quốc. Cây khèn mang ý nghĩa sâu sắc, đó là phương tiện giao tiếp của con người với thế giới tâm linh, là tâm hồn, bản sắc của dân tộc; nó gắn liền với các sinh hoạt văn hóa, đời sống hàng ngày của đồng bào. Khèn được thổi lên trong đám tang để tỏ lòng xót thương, luyến tiếc người quá cố; trong vui chơi để thi tài, thể hiện tình yêu đôi lứa và bộc lộ ý chí, nghị lực của người con trai Mông trong sinh hoạt cộng đồng...

## Lịch sử

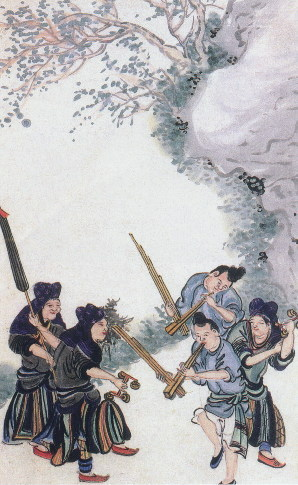
Tranh thủy mặc mô tả những đôi nam nữ Miêu tộc múa với lô sanh

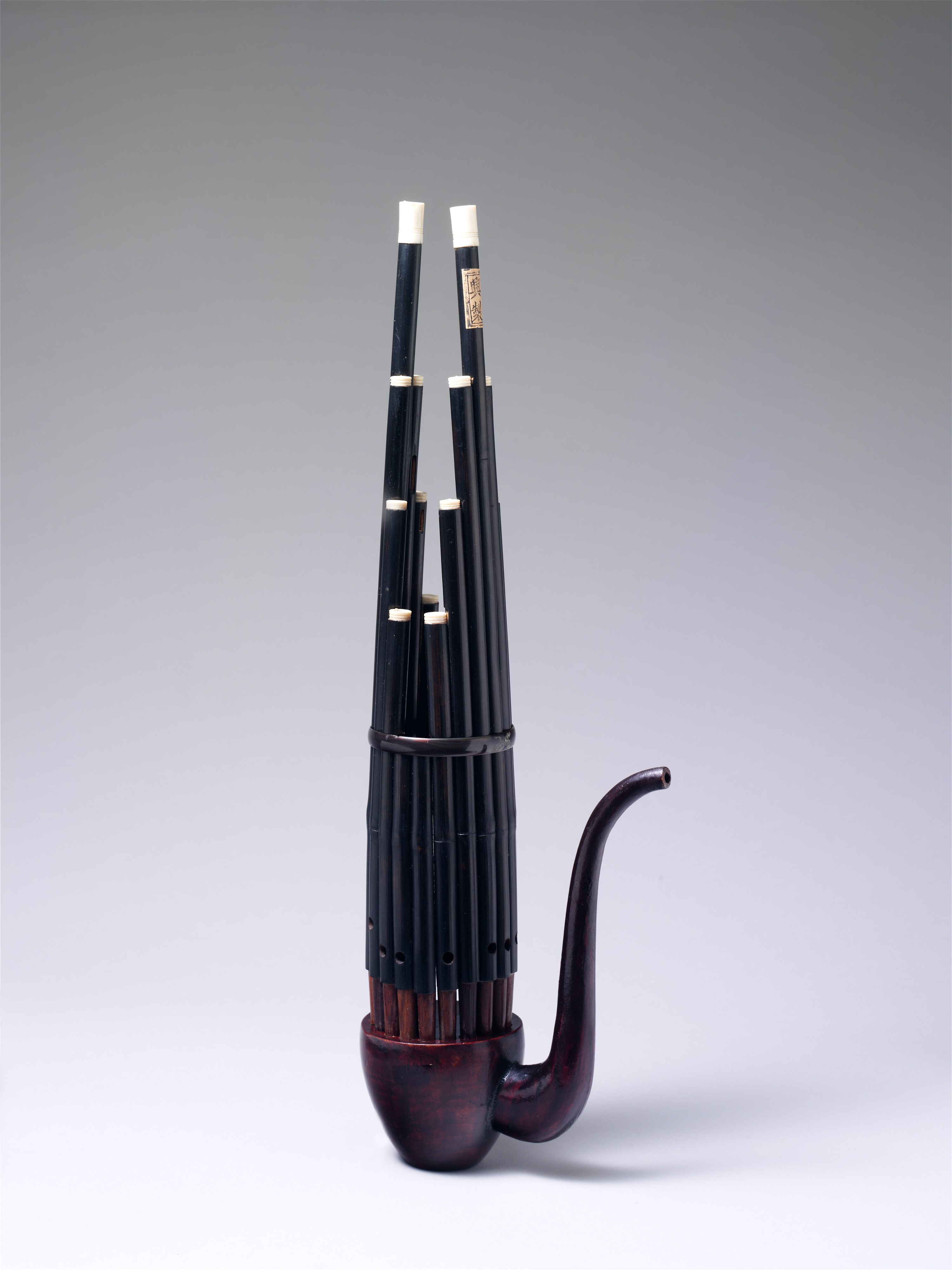
Ống sênh (sanh) Trung Quốc cuối thế kỷ 19

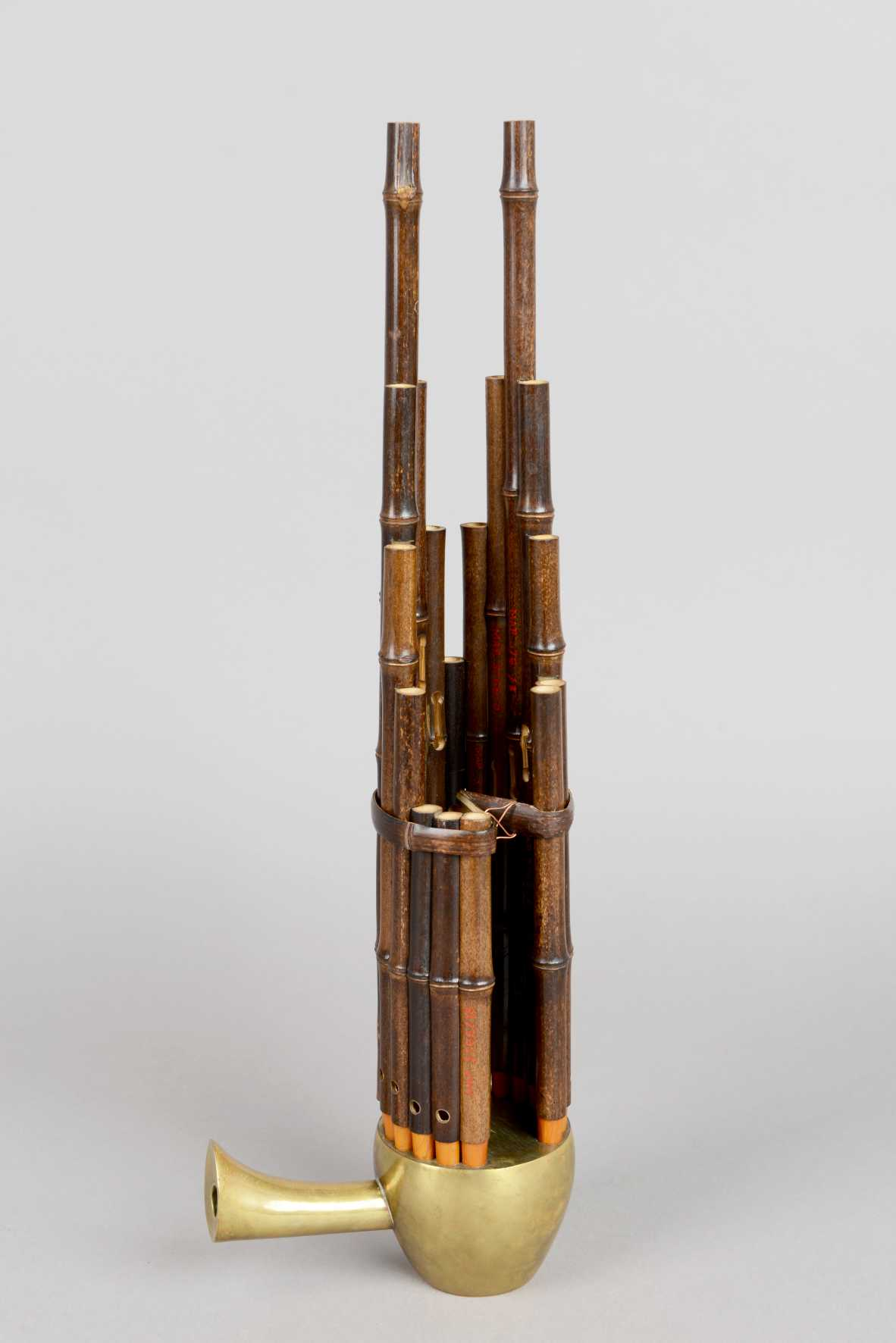
Ống sênh theo kiểu truyền thống dựa trên ống vu cổ

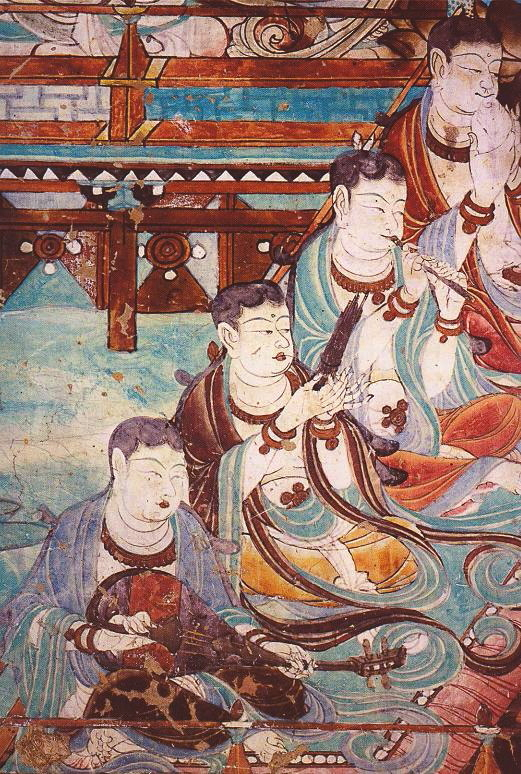
Nghệ thuật Phật giáo từ hang động Ngọc Lâm, triều đại nhà Đường cho thấy trên các bức bích hoạ có các nhạc công chơi nhiều nhạc cụ khác nhau bao gồm cả ống sênh (nhạc công ngồi cạnh nhạc công chơi đàn tỳ bà và nhạc công thổi kèn quản

Tương truyền, tổ tiên của loại khèn của người Mông bắt nguồn từ loại nhạc cụ có tên là ống sênh (tiếng Trung: 笙; bính âm: shēng, Hán Việt: sanh) - tức loại nhạc cụ có bầu chứa không khí và một hệ thống ống trúc có lỗ thoát hơi, để bịt và mở khi thổi. Nữ Oa là người dùng tre trúc làm ống sênh để thổi nhạc. 
Bên cạnh ống sênh, còn có ống vu (tiếng Trung: 竽; bính âm: yú). Nếu sênh được dùng để cung cấp hòa âm (trong những quãng bốn và năm) thì ngược lại, vu được dùng để chơi giai điệu. Về sau, cả sênh và vu đều được  dùng để hoà tấu trong dàn nhạc cung đình (Nhã nhạc), để đệm cho kèn bầu hay sáo. Nó là một trong những nhạc cụ chính trong thể loại côn khúc và những hình thức nhạc kịch khác của Trung Quốc. Bằng chứng cho thấy, sênh và vu đều được khắc hoạ dưới dạng các bức vẽ trên tường hang Mạc Cao (bởi các nhạc công chơi trong dàn nhạc), tỉnh Đôn Hoàng.
Hoàng phiến (簧片) xưa kia vốn là mảnh tre vót mỏng tạo dáng chiếc lá tre. Phần đầu lưỡi rời ra chỉ còn phần gốc dính vào thân ống sênh. Ngoài ra nó còn gắn trong tiêu, sáo, khi chấn động thì phát ra âm thanh.— Thích danh Đông Hán

Tiền thân của lô sanh (khèn H'mông) Trung Quốc đã có trong thiên nhiên kỷ 3 trước Công nguyên, tức là trước triều đại nhà Thương (thế kỷ 18 trước Công nguyên đến thế kỷ 11 trước Công nguyên). Bộ tộc Miêu của Xi Vưu đã biết chế tác ống sênh bằng cách dùng quả bầu nậm khô, cắm xuyên qua là các ống làm bằng tre, còn miệng thổi (dăm khèn) cũng làm từ tre hoặc sậy; về sau, ống sênh được thay thế bằng kim loại và bầu thổi cũng làm bằng kim loại hoặc gỗ, lưỡi gà làm bằng kim loại.
Kể từ khi các tác phẩm của nhà Chu (thế kỷ 11 trước Công nguyên đến 256 trước Công nguyên), các cơ nhạc cụ nhỏ của người Miêu thường được gọi là lô sanh. Chúng được coi là nguồn gốc của tất cả các nhạc cụ với một lưỡi gà. Phát hiện lâu đời nhất của các nhạc cụ đa âm là hai mẫu vật nhỏ với 14 ống thành hai hàng và một buồng gió từ một hộp cộng tưởng làm bằng quả bầu hồ lô, xuất hiện từ khoảng 433 trước Công nguyên. Có niên đại từ ngôi mộ của Tăng hầu Ất. Những hình ảnh cổ xưa nhất của các cơ quan miệng có thể được tìm thấy trên tàu của Trung Quốc bằng đồng từ thời Chiến Quốc (475-221 Trước Công nguyên), mà các công cụ của toàn bộ dàn nhạc nghi lễ được biểu diễn.
Mô tả sớm nhất về lô sanh của người Hmông có từ năm 1664. Tác giả Trung Quốc Lu Tze Yun mô tả một điệu nhảy tán tỉnh trong đó nam thanh niên chơi và hát nhạc cụ gió với sáu ống vào ban đêm. Kể từ đó, vai trò của cơ quan miệng trong tán tỉnh về đêm được đề cập nhiều lần. Bao gồm thông qua truyền giáo Will H. Hudspeth 1937, khoảng trống của lô sanh khi nó được thổi vào những đêm trăng sáng bởi những người đàn ông trẻ ở vùng núi, và trong các âm thanh của các điệu hát pha trộn của các cô gái nhảy múa.
Từ cuối thế kỷ XIX đến đầu thế kỷ XX, có một số báo cáo viết tại nhà từ các nhà truyền giáo và bộ trưởng châu Âu ở Trung Quốc, nhưng rất ít về âm nhạc của người Miêu. Các nhà truyền giáo đã quan tâm nhiều hơn đến việc dạy các dân tộc thiểu số hát các bài thánh ca Kitô giáo. Việc sử dụng nghi thức của lô sanh bởi người H'mong Daw ("H'mong trắng") lần đầu tiên mô tả nhà truyền giáo Công giáo Pháp Aacts Schotter (1909), các nhà quan sát châu Âu khác thời đó ở phía tây nam Trung Quốc đề cập đến lô sanh chỉ tại các sự kiện giải trí và cho mục đích quảng cáo cô dâu. Chỉ huy quân đội Pháp Étienne Edmond Lunet de Lajonquière (1906), thiếu tá Đan Mạch Erik Seidenfaden (1881-1958) năm 1923 và nhà dân tộc học người Áo Hugo Bernatzik 1936/37 là một trong số ít người viết về người H'mong ở miền bắc Thái Lan. Kềnh (qeej) chỉ tìm thấy sợi tơ trong đám tang của H'mong Daw ở Chiang Mai và sau Bernatzik, qeej ở miền bắc Thái Lan không được sử dụng để giải trí. Một trong những lĩnh vực chính của văn hóa H'mông là việc sử dụng qeej vào các nghi lễ. Do đó, tất cả các nhà quan sát châu Âu bám vào nghiên cứu dân tộc học kỹ lưỡng hơn trong nửa sau của thế kỷ 20.
Ống sênh (sanh), vu và lô sanh của người Miêu Trung Quốc sau này phát triển thành hồ lô sanh (tiếng Trung: 葫蘆笙; bính âm: Húlu shēng) được một số dân tộc thiểu số Trung Quốc sử dụng, như người Lạp Hỗ, người Nạp Tây, người Lật Túc và người Akha. Những dân tộc này gọi hồ lô sanh bằng những tên khác nhau theo ngôn ngữ riêng của họ. Tùy theo các dân tộc, nhạc cụ này khác nhau về cấu trúc và kỹ thuật chơi. Hồ lô sanh phổ biến ở tỉnh Vân Nam và một số tỉnh khác ở miền nam Trung Quốc. Người ta còn tìm thấy chúng trong nhiều quốc gia ở Đông Á và Đông Nam Á. Ở Thái Lan, người Lạp Hỗ gọi hồ lô sanh là naw, còn người Akha gọi là lachi, người Lật Túc gọi là fulu). Riêng tại Việt Nam, các dân tộc Tây Nguyên  có đing năm hoặc m’boắt. Họ hàng của sênh, vu, lô sanh H'mông (cũng như khèn H'mông Việt Nam) có "bà con" của chúng là khèn bè được các dân tộc ở các nước Đông Nam Á sử dụng như Lào, Thái Lan và Campuchia cũng như người Thái (Việt Nam) sử dụng. Ở Malaysia có loại khèn tương tự gọi là sompoton và keluri. Người Mru (hoặc Murung), sống ở Khu vực đồi Chittagong của Bangladesh và cả ở Miến Điện có loại khèn tương tự gọi là plung.

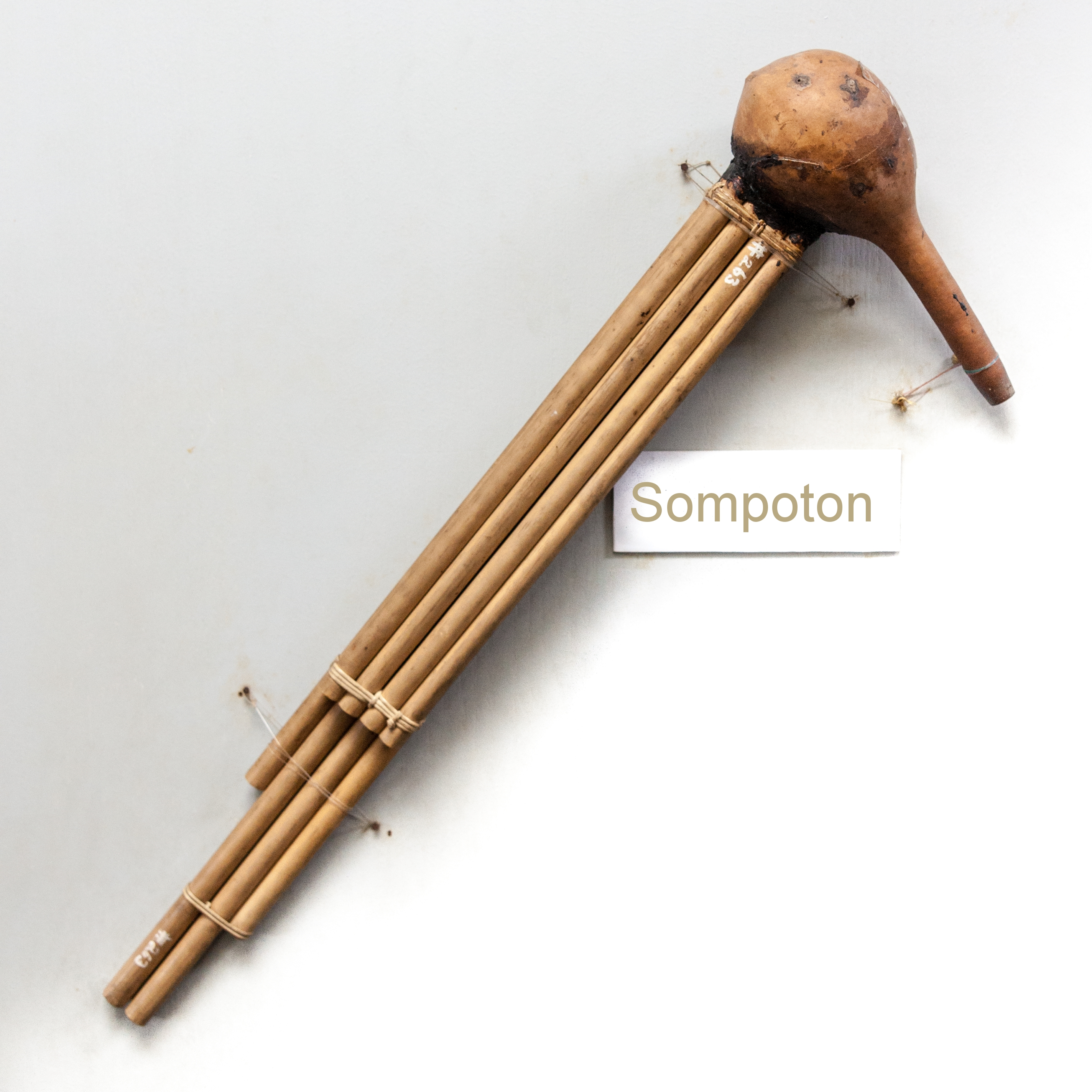
Khèn sompoton của dân tộc Murut, Malaysia

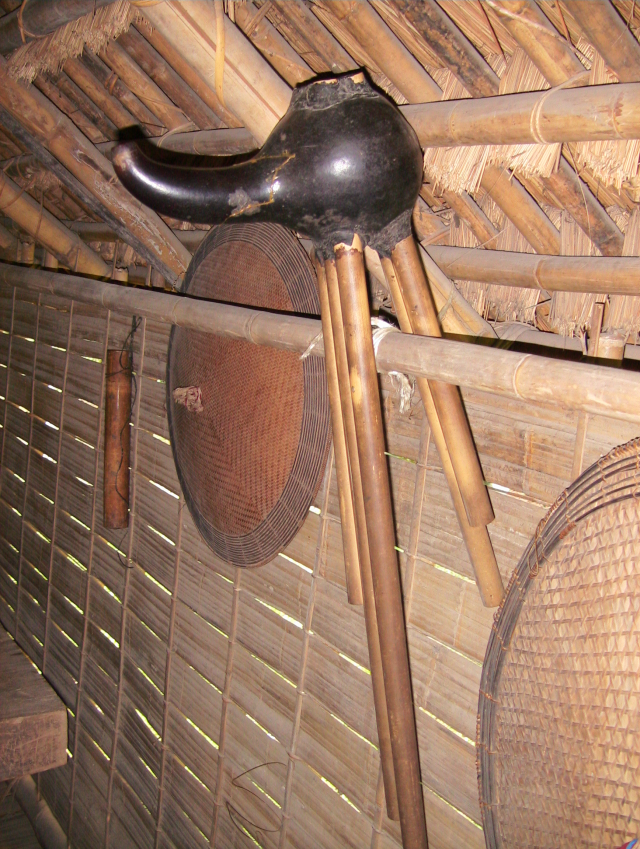
Đing năm của dân tộc Ê Đê

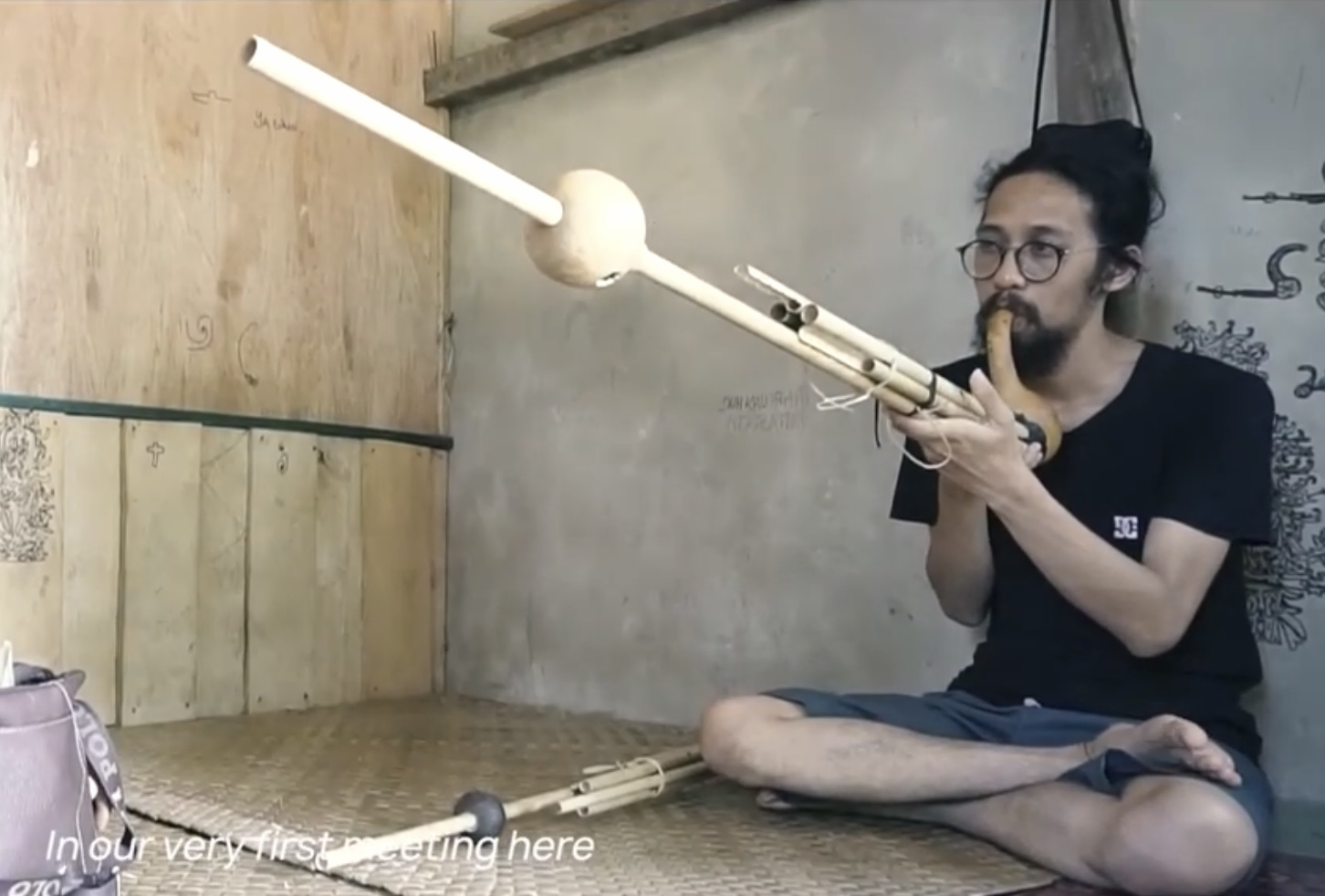
Một nam nhạc công Malaysia chơi khèn keluri

## Cách làm khèn

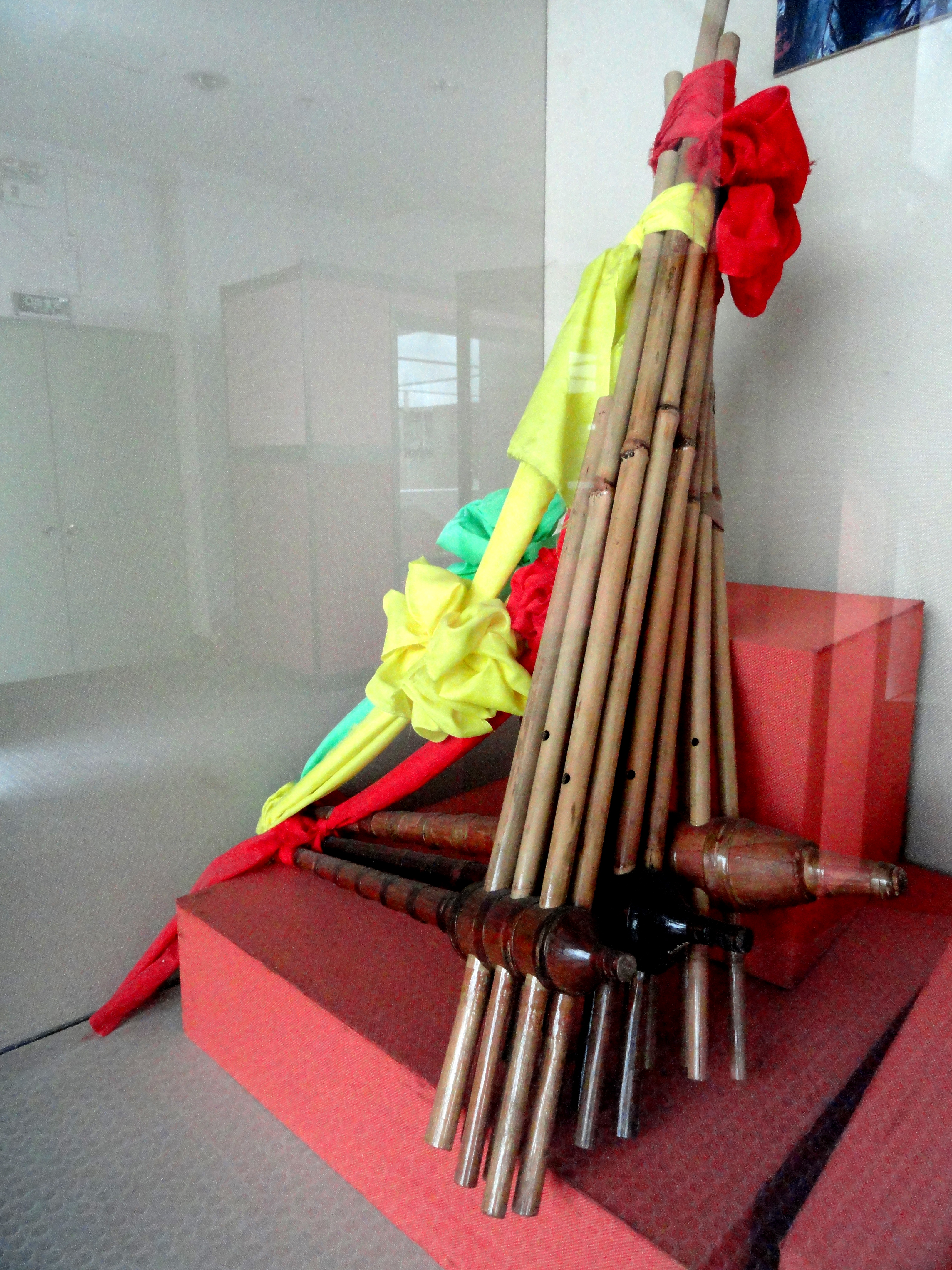
Kềnh lô sanh trưng bày ở một bảo tàng ở Quý Châu - Trung Quốc

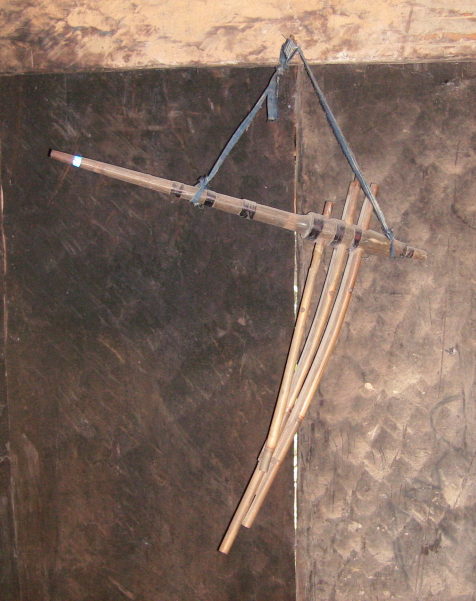
Kềnh lô sanh của dân tộc H'Mông ở Vân Nam - Trung Quốc

Để làm được một chiếc khèn (lô sanh), nghệ nhân chuẩn bị gỗ, ống trúc, dây rừng, một số miếng đồng nhỏ; bầu khèn được làm bằng gỗ cây thông mọc trên núi cao; dây đai làm từ vỏ cây đào rừng,vừa có tác dụng trang trí, vừa giữ cho khèn khỏi bị vỡ, dập trong quá trình sử dụng; ống khèn làm từ cây trúc mọc ở vùng núi cao, có thân thẳng, ống dài, phải phơi đủ độ, không được ẩm, cũng không được quá khô thì tiếng khèn mới hay; một bộ phận quan trọng khác của chiếc lô sanh là lưỡi gà, nghệ nhân lựa chọn một thanh đồng nhỏ dài khoảng 10 cm, đặt trên đe rồi dùng búa tán thật mỏng, mài dũa, rạch đường rãnh để tạo lưỡi gà. Các miếng đồng được lắp vào các ống trúc, mỗi ống trúc có 01 miếng đồng riêng, ống ngắn nhất và to nhất được gắn 2 miếng để đảm bảo độ rung và âm thanh của khèn. Việc tạo lưỡi gà rất quan trọng, độ trầm bổng, vang ngân của tiếng khèn phụ thuộc vào việc chỉnh các lưỡi đồng, mỏng dày thế nào, to nhỏ ra sao; quá trình chế tác chiếc khèn có rất nhiều công đoạn và làm thủ công. Vì vậy, hiện nay mỗi chiếc khèn có giá bán rất cao, từ 2,5 triệu đồng đến 3 triệu đồng.

## Quan niệm
Người Mông quan niệm: Con gái Mông phải biết may vá, dệt vải và thêu thùa, con trai Mông phải biết thổi khèn và múa khèn. Khèn vừa dùng để thổi, vừa là đạo cụ để múa; múa khèn với các vũ đạo đẹp, dũng mãnh và trữ tình, thể hiện sức sống mãnh liệt của người Mông. Người thổi khèn giỏi phải biết múa khèn, kết hợp nhuần nhuyễn giữa các động tác để vừa thổi vừa múa; động tác múa khèn rất đa dạng, phong phú, cơ bản là khom lưng, quay hất gót tại chỗ và quay hất gót di động trên vòng quay lớn rồi thu hẹp dần theo hình xoắn ốc… với tốc độ càng nhanh có nghĩa người múa càng điêu luyện. Vũ điệu và âm thanh hòa quyện với nhau giúp cho người xem được thưởng thức cùng lúc cả hình ảnh uyển chuyển, nhịp nhàng của người múa lẫn âm thanh, tiết tấu đa dạng, biến hóa của tiếng khèn.